# Joseph Massino
Joseph Charles "Big Joey" Massino (n. 10 ianuarie 1943, New York City, New York, SUA – d. 14 septembrie 2023, New York City, New York, SUA), cunoscut mediei ca "The Last Don" sau "The Horatio Alger of The Mob", a fost un cap al familiei mafiote Bonanno care, ulterior, a intrat în programul de protecție a martorilor.
A fost condamnat în 2004 pentru șapte crime, incendiere, extorcare de fonduri, pariuri ilegale, conspirație și spălare de bani. Pentru a scăpa de pedeapsa cu moartea pentru crimele sale, Massino a acceptat să depună mărturie împotriva foștilor săi asociați, fiind condamnat la închisoare pe viață în 2005.
Presa îl mai numea "The Last Don", deoarece la acea vreme era singurul cap din cele Cinci Familii care nu fusese în închisoare.